# Alfa Romeo в автоспорте

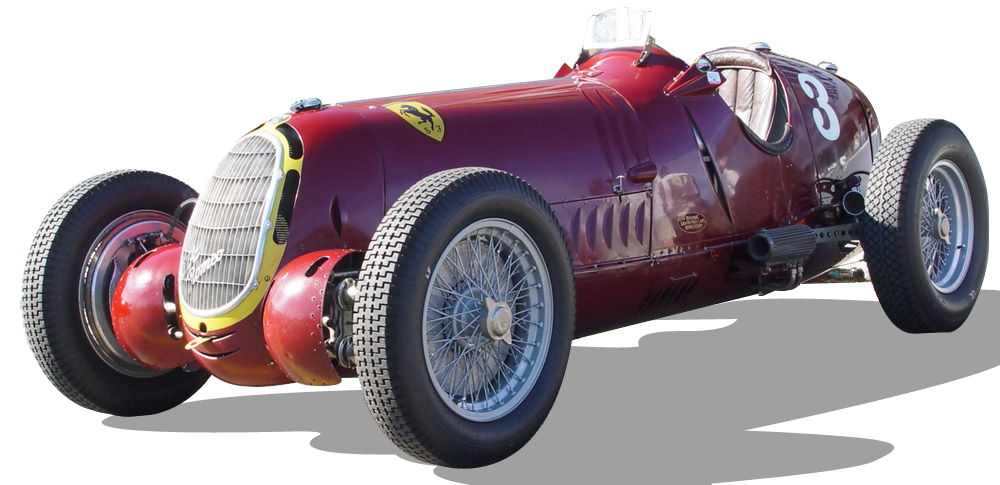
Alfa Romeo 8C-35 Scuderia Ferrari (1935)

В течение всей своей истории Alfa Romeo успешно выступала в различных значимых автомобильных гонках, включая гонки серии «Гран-при», «Формулы-1», спортивные гонки серии «Индикар», кольцевые гонки серии «Туринг» и раллийные гонки. «Альфа-Ромео» соревновалась в гонках посредством своих заводских команд Alfa Corse, Autodelta и других частных команд. Первый гоночный автомобиль компании был построен в 1913 году, спустя три года после основания A.L.F.A. «Альфа-Ромео» в 1925 году выиграла первый Мировой чемпионат Гран При, а в 1950-м — первый чемпионат мира по автогонкам в классе «Формула-1». Компания быстро добилась успеха в автогонках, а затем на протяжении многих лет поддерживала эту традицию, что способствовало появлению и укреплению спортивного имиджа марки.
Одним из сотрудников и руководителей «Альфа-Ромео» был Энцо Феррари, он основал в 1929 году свою гоночную команду, ещё являясь сотрудником «Альфы», и только в 1939 году «Феррари» стала независимой.
Самым легендарным гонщиком Alfa Romeo считается Тацио Нуволари, одержавший одну из самых легендарных побед за всю историю автогонок в Нюрбургринге на Гран-при Германии 1935 года.

## Довоенное время

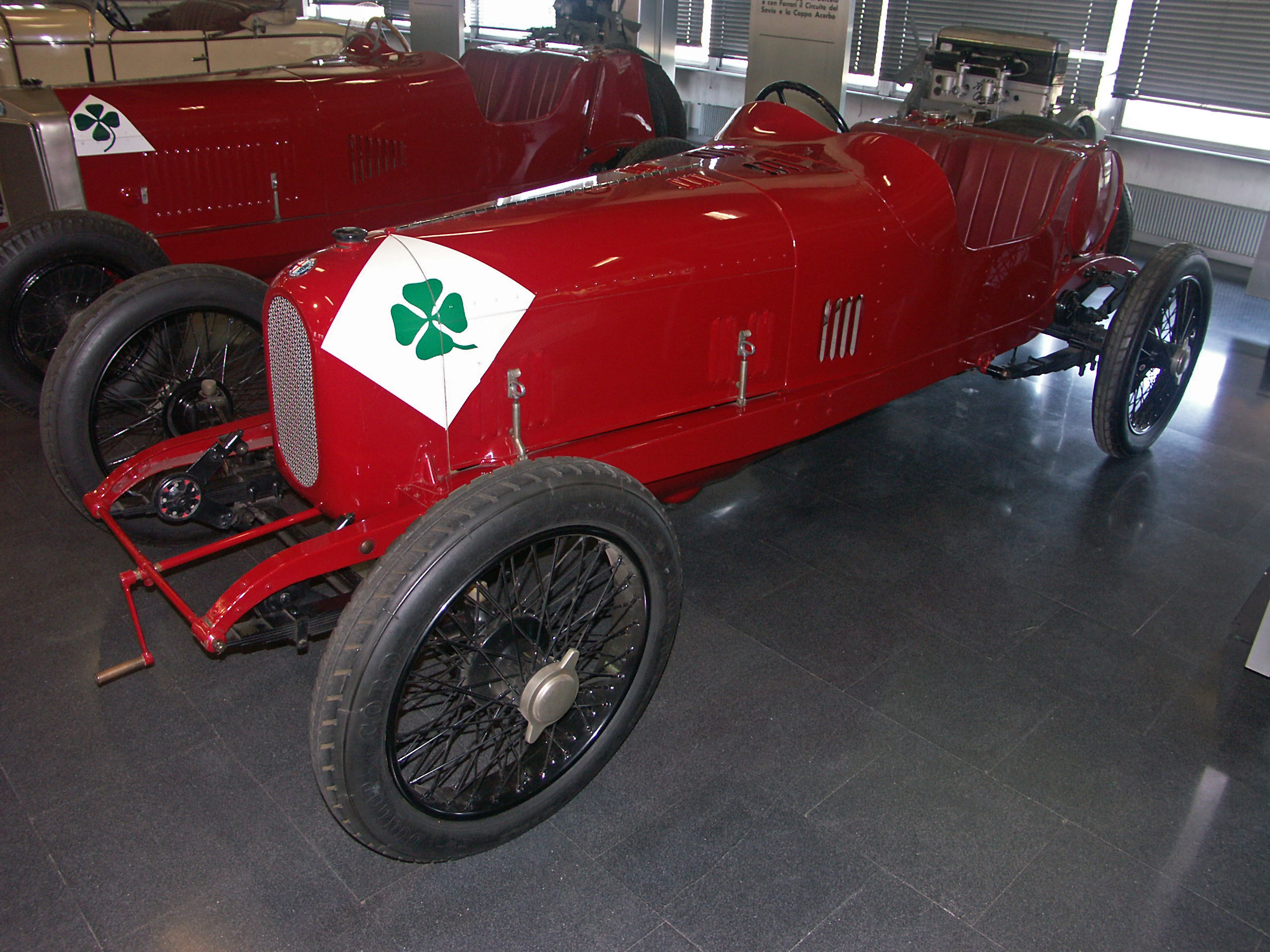
Alfa Romeo RL Targa Florio 1923

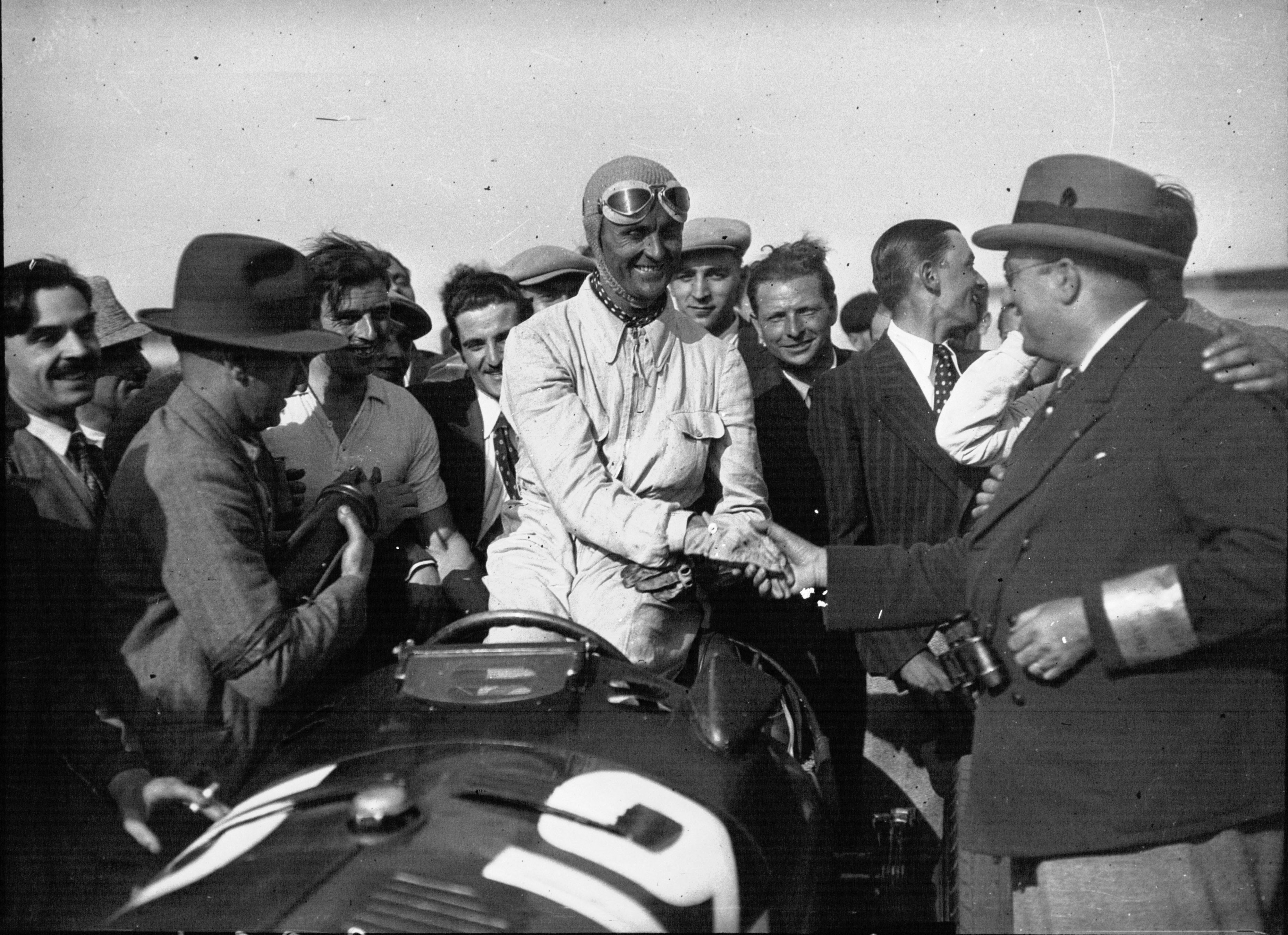
Луи Широн после победы в 1934 на французском Гран-при за рулём Alfa Romeo P3

### Ранняя история
Alfa Romeo начала участвовать в турнирах сразу после своего основания. A.L.F.A. отважилась поучаствовать в автогонках уже в 1911 году, с пилотами Франкини и Ронцони на гонке «Тарга флорио» за рулём двух 24 HP. Первый успех марки настал в 1913 году, когда Нино Франкини пришёл к финишу вторым в гонке «Parma-Poggio Berceto» за рулём 40-60HP. Джузеппе Мерози сконструировал улучшенную гоночную машину в 1914 году, которая была названа Grand Prix. В 1920 году Джузеппе Кампари выиграл гонку в Муджелло на 40-60HP, в то время как Энцо Феррари приходил вторым на Targa Florio в этом же году. Год спустя Джузеппе Кампари выиграл Маджелло снова. Уго Сивоччи выиграл в 1923 году Targa Florio на Alfa Romeo RL и Антонио Аскари пришёл вторым. На Автомобиль Сивоччи был нанесён зелёный 4-лиственный клевер на белом фоне, который стал приносить удачу и превратился в символ «Альфа-Ромео».

### Турниры Гран-при

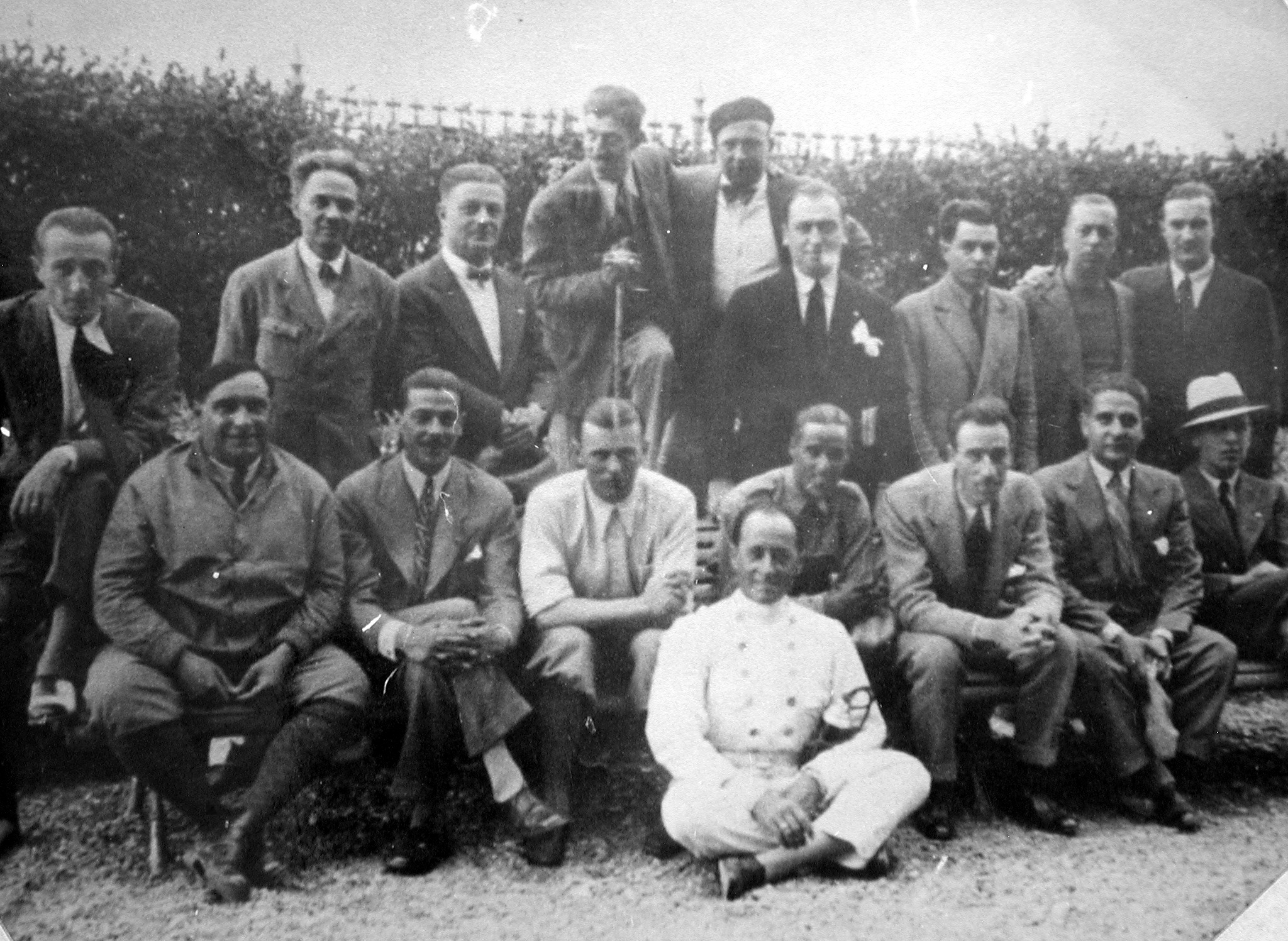
команда Alfa Romeo: Джузеппе Кампари, Просперо Джанферрари (исполнительный директор Alfa Romeo), Акилле Варци, Луиджи Арканджели и Тацио Нуволари.

В 1923 году Витторио Яно перешёл в «Альфу» из «Фиата», разработав двигатели, который приносил успех в гонках для «Альфы» был вплоть до конца 1930-х годов (как только в конце 1930-х «Альфа» начала проигрывать, Джано быстро был уволен). 
В 1925 году Alfa Romeo завоевал первый в истории Всемирный чемпионат конструкторов автомобилей (AIACR) в мире автоспорта. Более 4 раза Alfa Romeo P2 выигрывала Гран-при Европы на трассе «Спа-Франкоршам» и на Гран-при Италии в «Монце» Silver Arrows, и после этих знаменательных побед были добавлены лавровые венки на логотип марки.
За 1932 году Яно выпустил сенсационную P3, которая победила в своей первой гонке с гонщиком Тацио Нуволари на Гран-при Италии, более 5 побед на Гран-при были завоеваны Нуволари и Рудольфом Караччолой.
Alfa Corse прекратила работу и в 1933 году закрыла завод по выпуску автомобилей, но данная команда впоследствии перешла под руководство Энцо Феррари, который превратил бренд в Скудерия Феррари. После этого, P3 выиграли 6 из 11 финальных заездов в сезоне, включая 2 основных финальных события на Гран-при Италии и Испании.
В 1934 Луи Широн победил на Гран-при Франции на P3 в период лидерства «мерседеса» , выигравшего 4 остальных чемпионских заезда. Однако модель P3 выиграла 18 из 35 Гран-При, проводимых в Европе. 1935 год стал более жестоким, P3 были безжалостно превзойдены «серебряными стрелами» «Мерседеса», но Тацио Нуволари добыл для P3 одну из самых легендарных побед за всю историю на Гран-при Германии 1935 года на трассе Нюрбургринг в самом сердце немецких автоконцернов. P3 одержала 15 побед в 1935 году.

### Всевозможные кольцевые гонки
В 1930-х годах Тацио Нуволари победил в Милле Милья на 6C 1750, придя к финишу в ночное время и без фар после невероятного отставания Акилле Варци. Победа на Targa Florio была шестой к ряду в 1930-х годах. Победы на Милле Милья были каждый год, начиная с 1928 до 1938, за исключением 1931 года.
Модель 8C 2300 побеждала на 24 часа Ле-Мана c 1931 по 1934, с 1933 «Альфа-Ромео» выходит из турнира, после того как итальянское правительство взяло их под свой контроль. Гоночные автомобили «Альфа-Ромео» были взяты «Скудерией Феррари», в роли дополнительной команды вне зачёта. (Энцо Феррари управлял «альфами» до того, как стал руководить командой, и после того как от создал свой первый собственный автомобиль.)

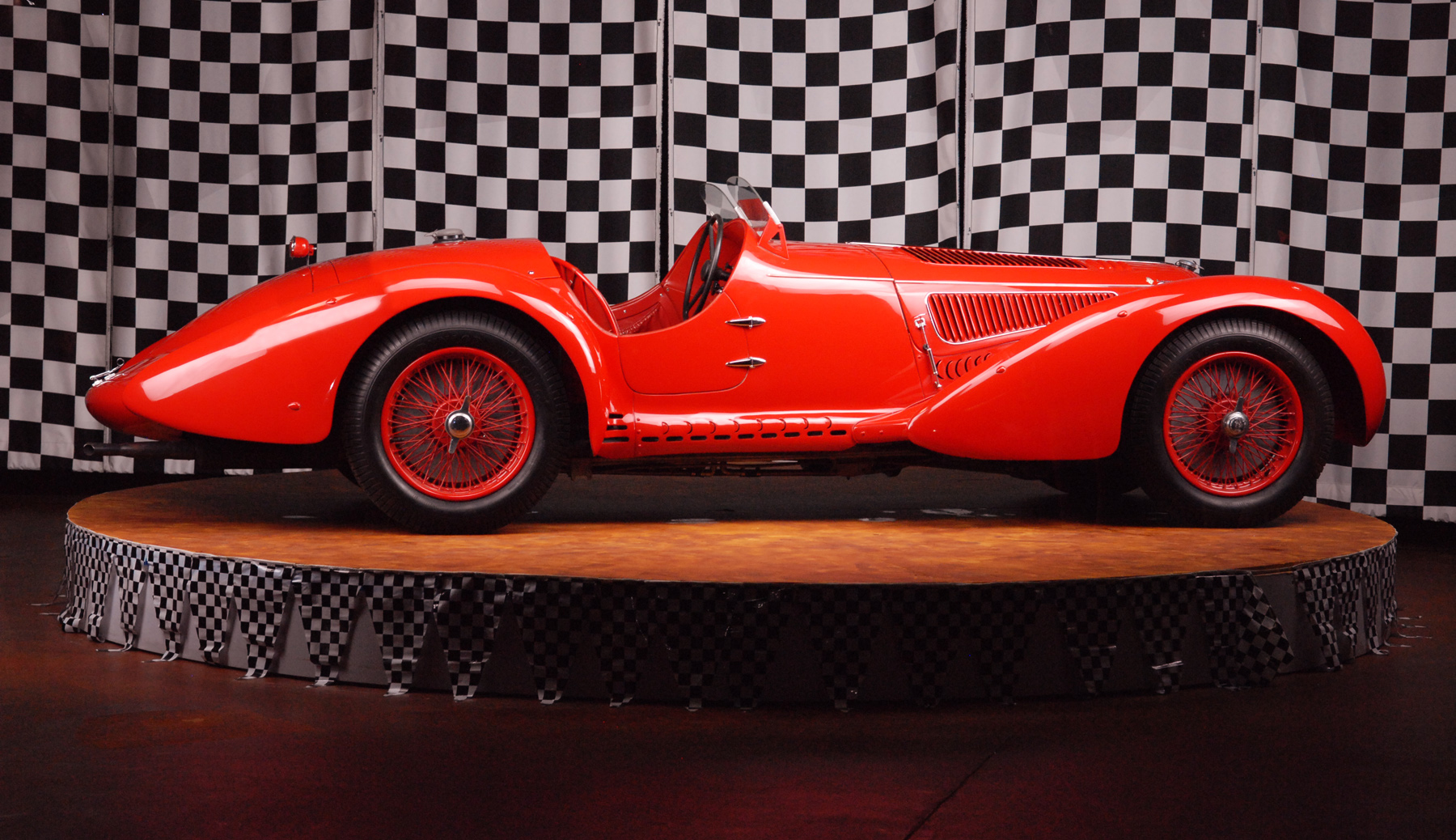
Alfa Romeo 8C 2900B MM победившая в 1938 на Милле Милья с пилотом Клементе Биондетти. Simeone Foundation Автомузей, Филадельфия,PA, USA

В 1935 году «Альфа» с пилотом Нуволари выиграла Гран-При Германии.
В 1938 году Биондетти победил на трассе Милле Милья на 8C 2900B Corto Spider, которая впоследствии получила имя «Милле Милья».

## Формула-1

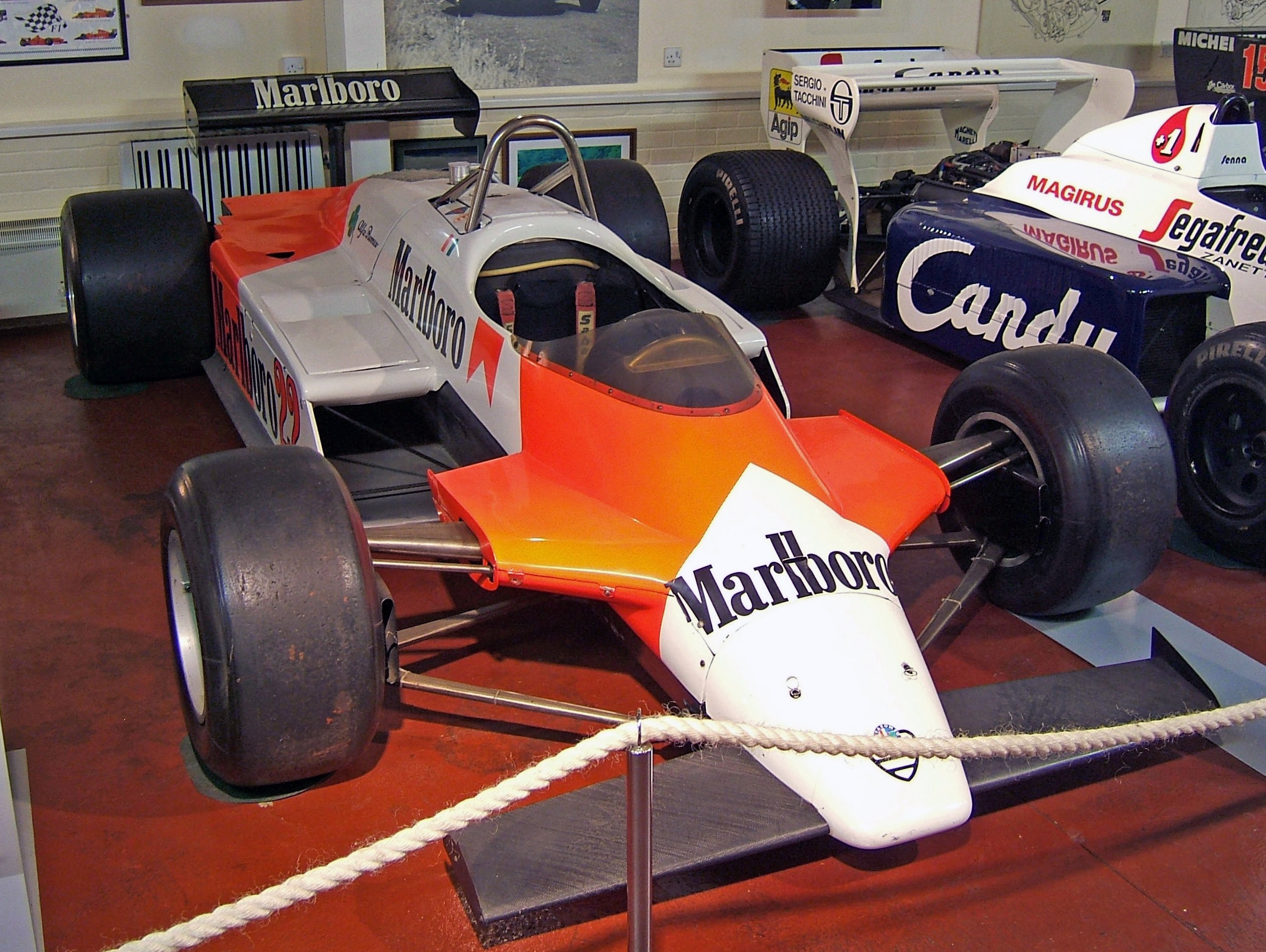
Alfa Romeo 179 болид Формулы-1 (1980). В Donington Grand Prix Collection museum, Leics., UK.

Alfa Romeo участвовала в Формуле-1 как автомобильный конструктор и как поставщик двигателей, с 1950 по 1988 годы.
Команда Alfa Romeo доминировала в первых двух чемпионатах мира Формула-1, используя довоенные модели Alfetta.
В течение 1960-х годов, несколько мелких команд использовали альфовские четырёхцилиндровые двигатели, а также моторы V8, устанавливаемые на «Макларены» в 1970 и «Марчи» в 1971.
Команда «Брэбем» использовала альфовские двигатели с 1976 по 1979, ознаменовавшее возвращение «Альфы» как команды с 1979 по 1985.
Перед началом сезона 1987 года Alfa Romeo планировала поставлять двигатели для «Лижье», но сделка была отменена, после того, как компанию Alfa Romeo приобрел FIAT.
Alfa Romeo также поставляла двигатели итальянской команде «Озелла» в период с 1983 по 1988 год.
С конца 2017 являлась спонсором Sauber F1, которая называлась Alfa Romeo Sauber F1 до 2023 года включительно.
Также Alfa Romeo поставляла двигатели различным командам Формулы-1.

## Формула-3

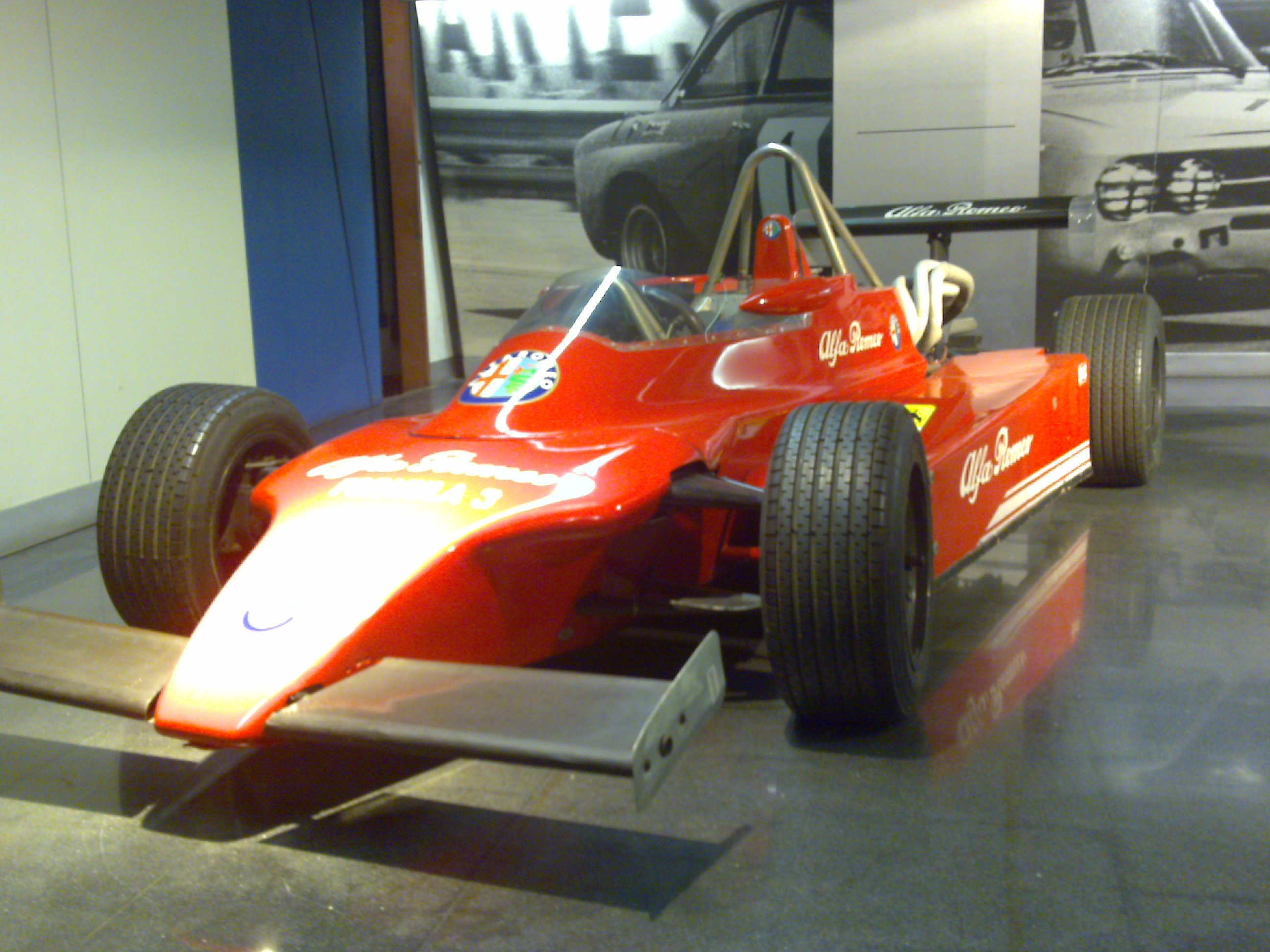
1982 Alfa Romeo болид Формулы-3.

Alfa Romeo также поставляла двигатели для болидов Формулы-3. Пьеркарло Гиндзани управлял Euroracing March 793, на которой был установлен 2.0 литровый двигатель от «Альфы». На данном болиде он победил в первом сезоне итальянской серии Формулы-3 в 1979 году.
Микеле Альборето выиграл Европейский титул 1980 года с Марч на Альфовском двигателе.
Все болиды с двигателями от «Альфа-Ромео» одержали 5 побед между 1980—1984. А новый двигатель Twin Spark Формула-3 появился в 1987 году. Данный мотор завоевал пять европейских титулов, пять европейских кубков и около двадцати национальных наград в Италии, Франции, Германии, Швейцарии и Скандинавии.

## «Индикар»
С 1989 по 1991 «Альфа-Ромео» поставляла двигатели для Мировой серии «Индикар». Турбированный V8 двигатель объёмом 2648 выдавал 720 л. с., и был частично разработан с не гоночной Ferrari 637 ИндиКар. Двигатель вместе с шасси был разработан для «Марча», также подготовлен Alex Morales Motorsports в 1989 году, где Роберто Герреро был пилотом. Герреро удалось достичь только 8-го места в Детройте, до того как он и его напарник и двигатели были переведены в Patrick Racing в 1990 году, снова на шасси для «Марча». Этот сезон стал лучшим, Герреро финишировал в итоге на 16-м месте с лучшим финишным результатом на 5-м месте. Следующий год был для Альфы последним. Команда перешла на шасси от Lola, и другой пилот Дэнни Салливан взял в итоге 11-е место с лучшим финишом на 4-м месте. В конце концов, «Альфа-Ромео» закончила свою проект в Champ Car, не взяв ни одного подиума и поул-позиции.

## Ралли

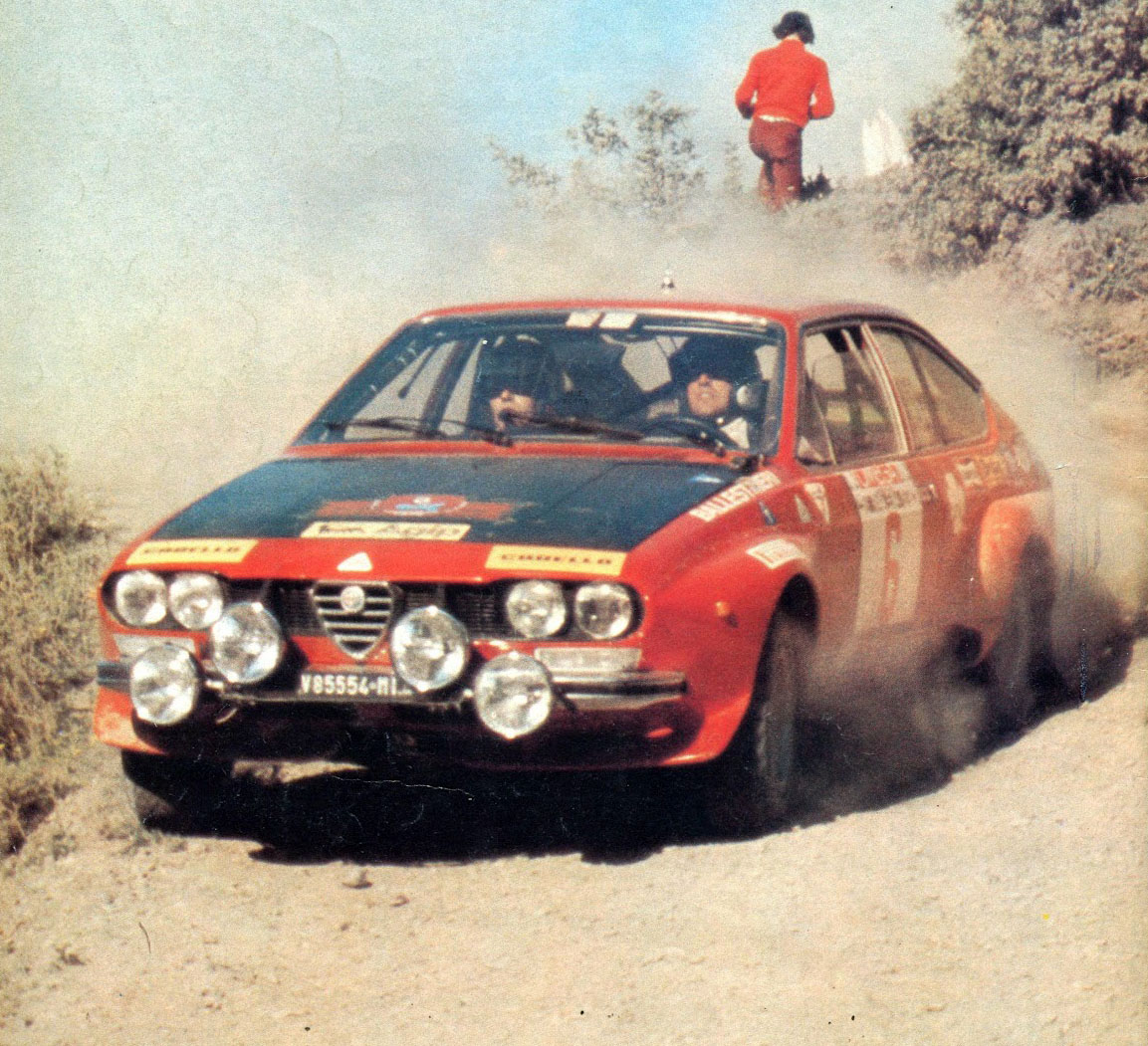
Alfa Romeo Alfetta GT на трассе Ралли Эльба-1975

Модели «Альфа-Ромео» участвовали в ралли в основном в частных командах. В 1958 Alfa Romeo Giulietta победила на Ралли Финляндии. Гоночные версии Alfetta GT и GTV были выпущены Autodelta в 1970-х годах, с установленным в начале атмосферным двигателем от ранней модели GTAm, для доступа к FIA Group 2. В таком виде они выступали с переменным успехом в 1975, выиграв Ралли Elba и Costa Brava полностью, а также победив в категории Group 2 на Мировом Раллийном Чемпионате (WRC) в турнире на Корсике. В 1980 году Alfetta GTV Turbodelta была переведена в FIA Group 4, с произведенным необходимым количеством автомобилей. Данная гоночная версия участвовала в ралли, но позднее была заброшена после одного сезона, несмотря на победу в Danube Rally. В 1986 Alfa Romeo GTV6 была быстрой в Группе А среди раллийных машин. Однако FIA отправила эту модель в Группу В в конце 1986 года, это позволило побеждать от ралли к ралли. В итоге GTV6 занимает третье место в 1986 году на Ралли Франции.

## Мировой чемпионат спортивных автомобилей
6 марта 1963 года гоночный отдел «Альфа-Ромео» — «Autodelta» приступил к запуску спортскар программы для «Альфа-Ромео», управляющем которой был назначен бывший инженер «Альфа-Ромео» и «Феррари» Карло Кити. Выступая на Alfa Romeo TZ, команда начала побеждать в классовых турнирах, но встретила жесткую конкуренцию в лице Porsche 904. Тогда они поняли, что необходимо представить новую модель, чтобы одержать бесконкурентную победу на трассе. Карло Чити и команда «Autodelta» разработали новый 90-градусный V8 двигатель для своих спортивных Alfa Romeo Tipo 33, а также невероятный 12-ти цилиндровый двигатель для Alfa Romeo 33 TT 12. Эти модели участвовали в Мировом Чемпионате по Спортивным автомобилям с 1967 по 1977 год, где 3-х литровый ТТ 12 выигрывал титул в 1975 и модель SC 12 в 1977 году.

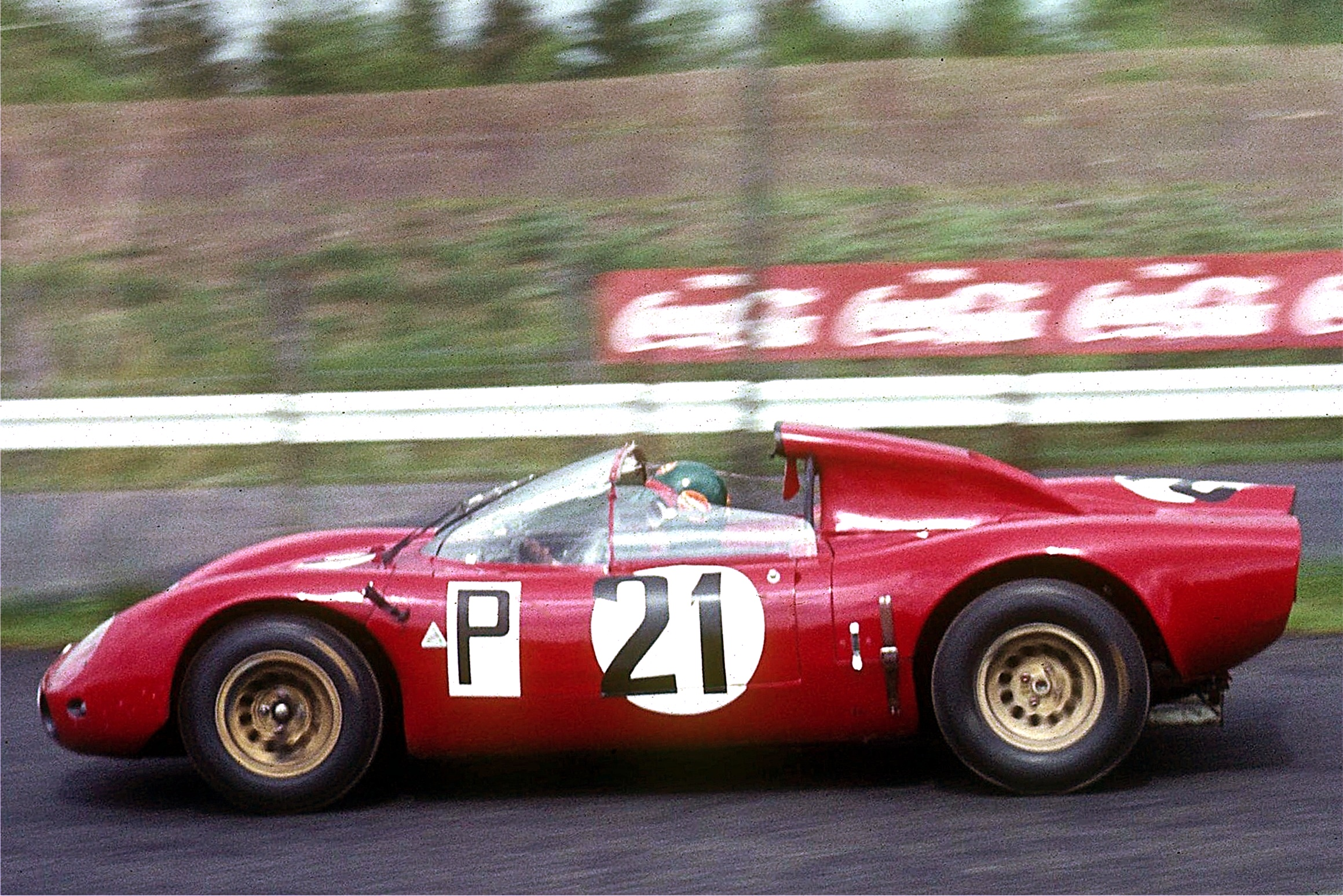
Alfa Romeo Tipo 33 / 2 во время заезда на 1000м трассе в Нюрбургринг в 1967.
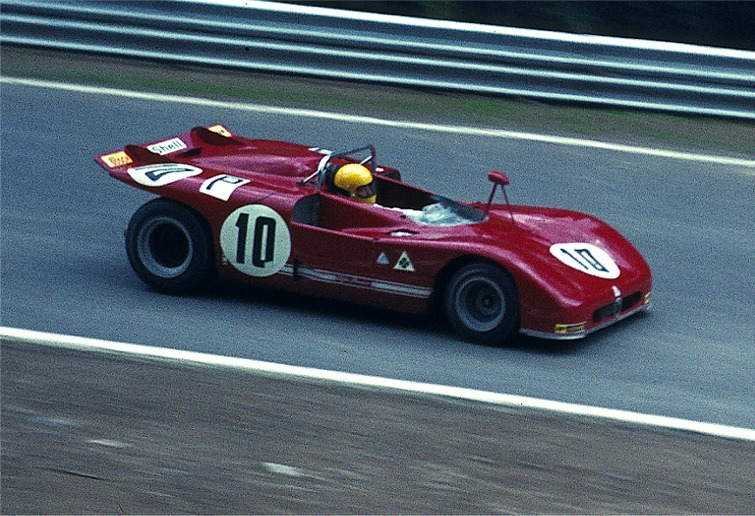
Нанни Галли во время заезда на 33/3 в Нюрбургринг 1971.
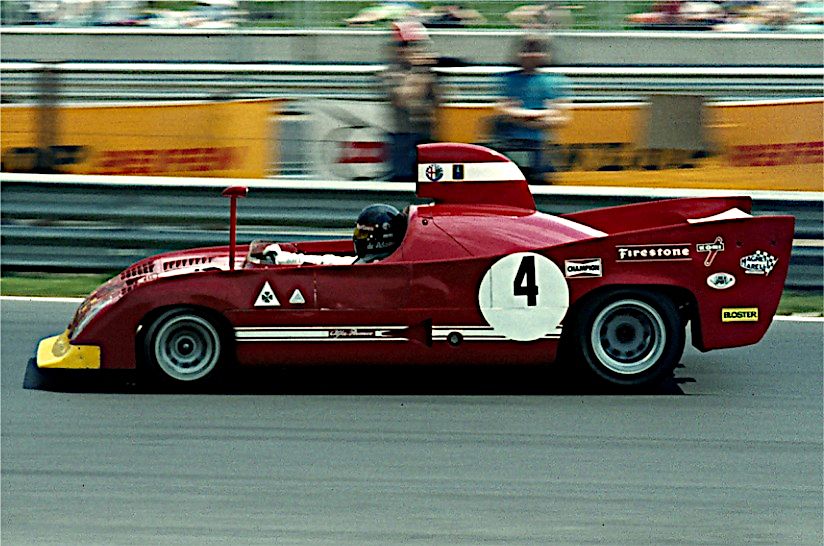
Андреа де Адамик на Alfa Romeo 33TT12 в 1974 в Нюрбургринг.

## Кольцевые гонки серии «Туринг»
«Альфа-Ромео» выигрывала всевозможные туринговые гоночные серии в период с 1960-х по 1970-е года. Модель Alfa Romeo GTA побеждала на ETCC (ETCC) в 1966, 1967 и в 1968,а последняя GTAm выигрывала титул в 1970 и 1971. Среди других многих побед, модель GTA выигрывала гоночную серию Trans-Am на чемпионате 1966 года Спортивного автоклуба Америки (SCCA), за рулём который были Хорст Квех и Гастон Эндрю(Gaston Andrey). Модель GTA выиграла чемпионат «Trans-Am» в сезоне 1970 года снова. А модель Alfetta GTV6 завоевала четыре титула ETCC в период с 1982 по 1985. Чемпионат Великобритании среди легковых автомобилей был выигран в 1983 гонщиком Энди Роусом, сидевшим за рулём Alfa Romeo GTV6, а также победа была в 1994 году гонщиком Габриэле Тарквини на Alfa Romeo 155.
В 1993 году, серии DTM (Deutsche Tourenwagen Meisterschaft) были выиграны пилотом Николой Ларини на Alfa Romeo 155 V6 TI. Наследница 155, модель 156 одерживала победы в Европейском автотурнире по Турингу четыре раза к ряду в период с 2000 по 2003.
Alfa Romeo 159 также выигрывала турнир «Bathurst» три раза подряд в специальной категории по уникальному топливу с 2007 года.

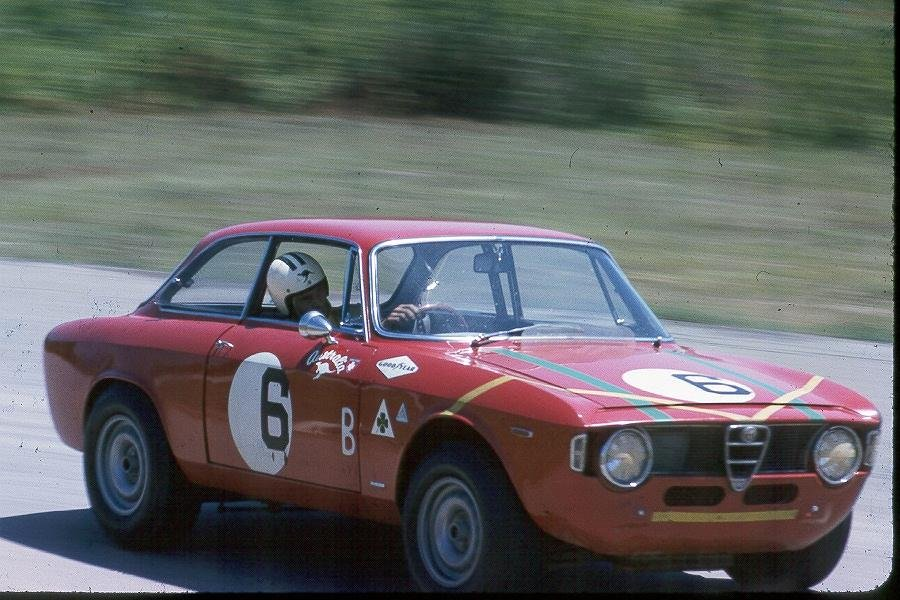
Квех и Эндрю на GTA в чемпионате Trans-Am 1966 года.

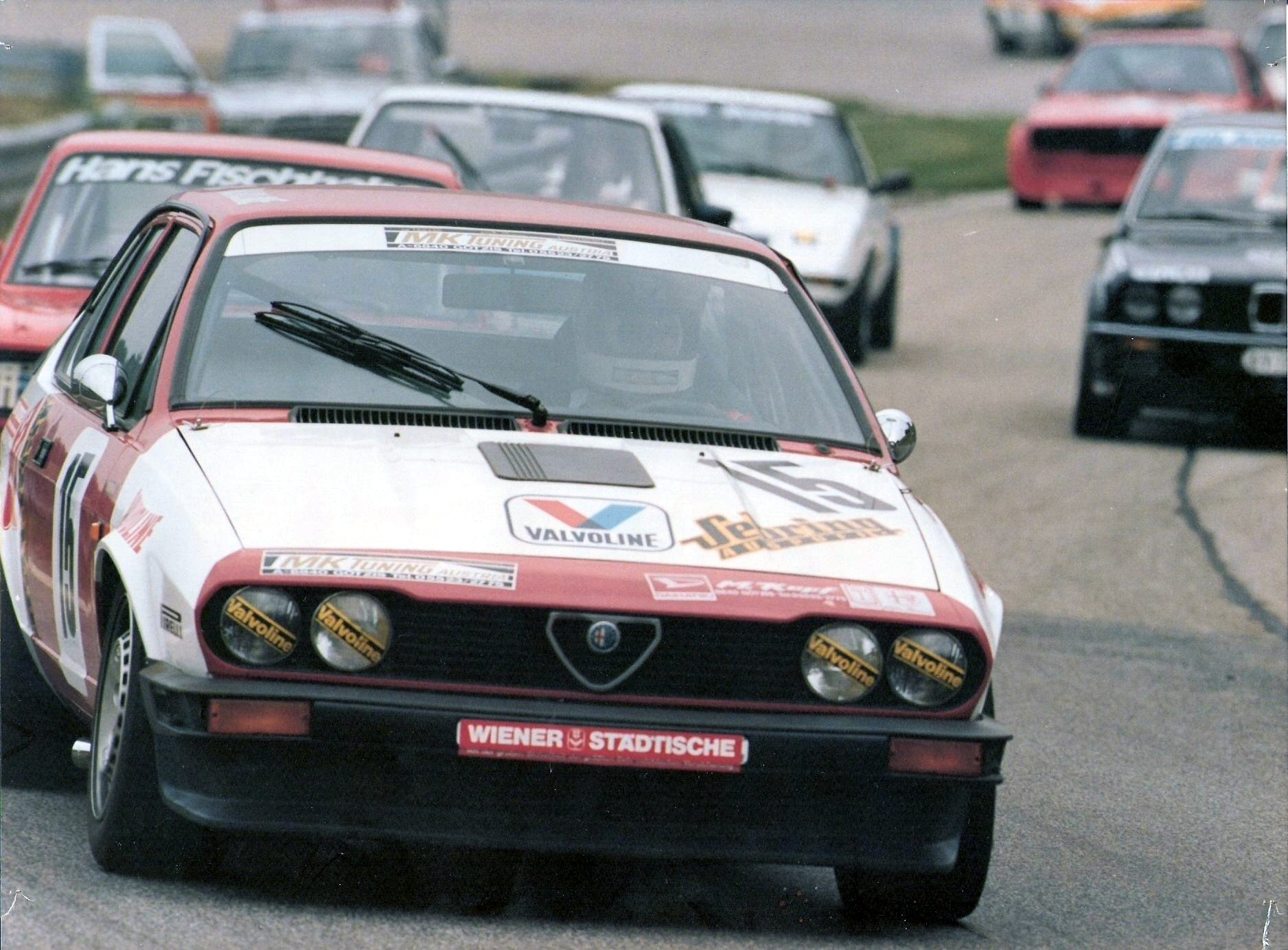
Alfa Romeo GTV6 на трассе Hockenheimring в 1984.

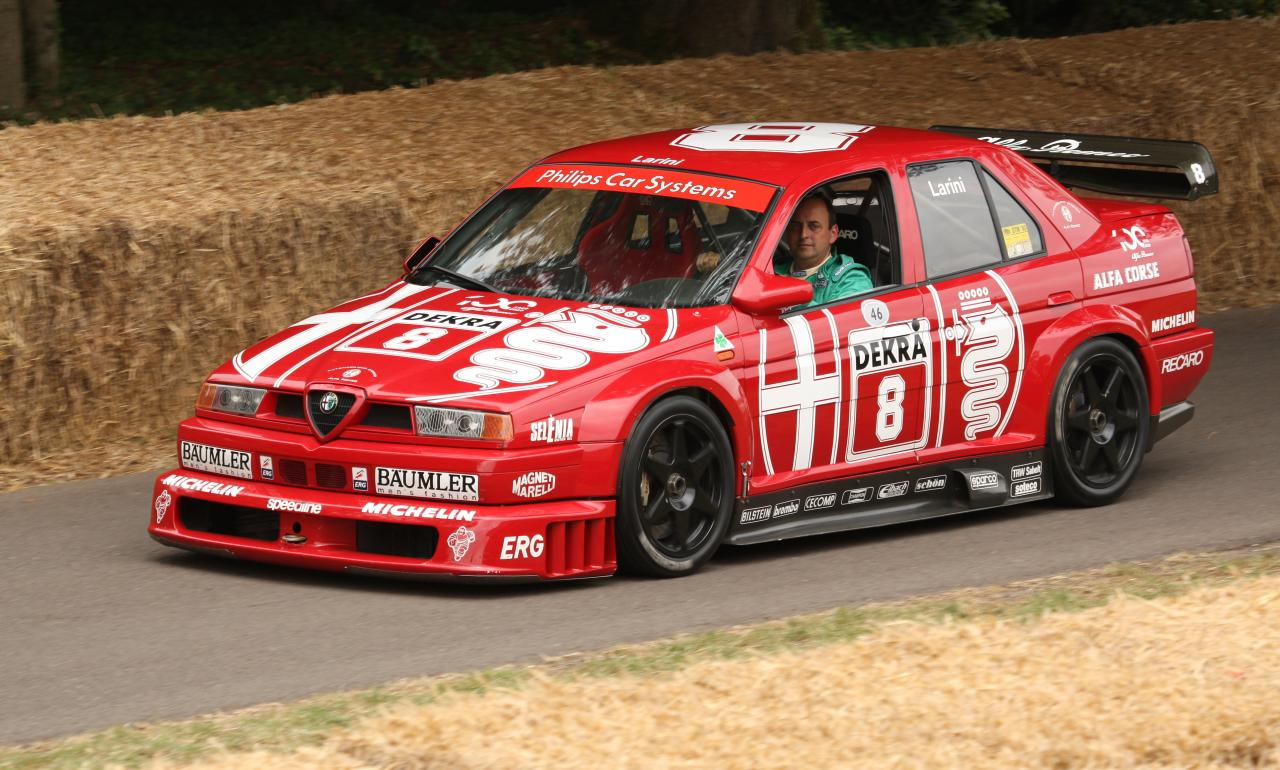
Alfa Romeo 155 V6 Ti DTM сезона 1993 с победителем Н.Ларини из Alfa Corse на Goodwood Festival Of Speed в 2010.

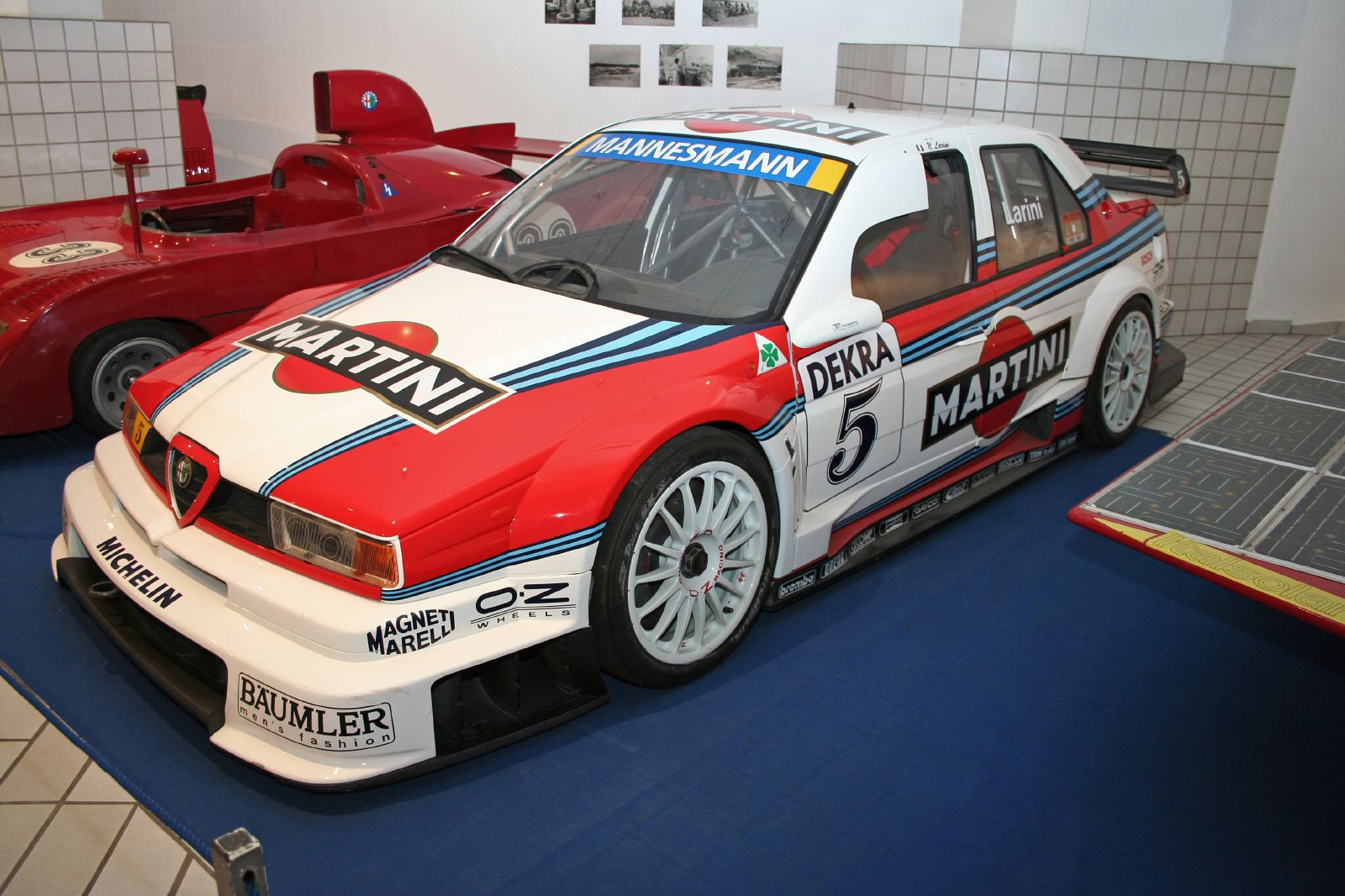
Alfa Romeo 155 V6 TI DTM 1996.

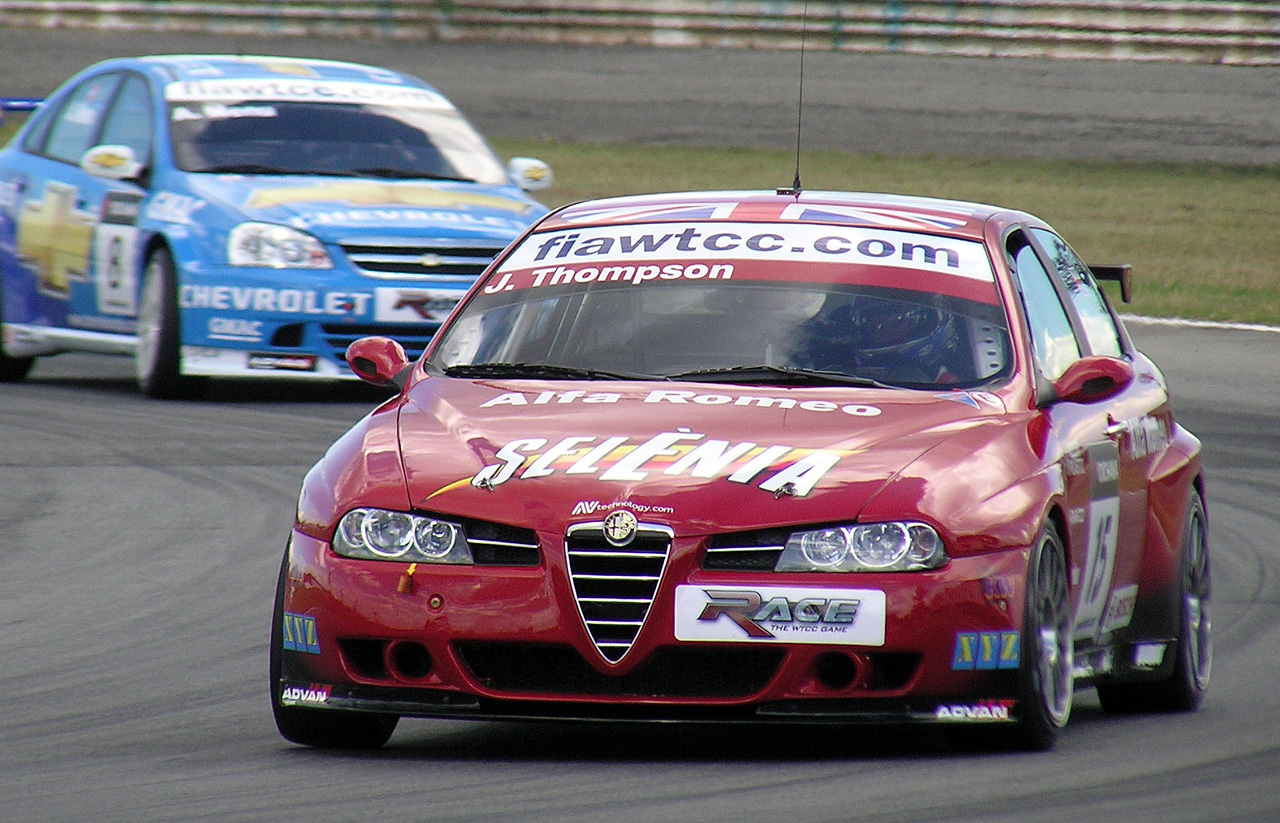
Джеймс Томпсон за рулём Alfa Romeo 156 на WTCC в 2007.

## Основные победы и чемпионства
«Альфа-Ромео» одерживала следующие важные победы и чемпионства:

### Формульные турниры
- 5 мировых чемпионств (1925, 1950, 1951, 1975, 1977)
- 9 кубков конструкторов
- 4 личных титула
- 10 итальянских чемпионатов по Формуле-3
- 10 европейских чемпионатов по Формуле-3
- 5 европейских кубков по Формуле-3
- 8 французских чемпионатов по Формуле-3
- 3 немецких чемпионатов по Формуле-3

### Туринг и Спортпрототипы
- 11 побед на Милле Милья (1928,1929,1930,1932,1933,1934,1935,1936,1937,1938)
- 10 побед на Targa Florio (1923,1930,1931,1932,1933,1934,1935,1950,1971,1975)
- 4 победы на 24 часа Ле-Мана (1931, 1932, 1933, 1934)
- 17 титулов в Европейском чемпионате по турингу (ETCC)
- 1 Giro d’Italia (1988)
- 2 титула в Trans-Am (1966, 1970)
- 1 Deutsche Tourenwagen Meisterschaft (DTM) (1993)
- 2 Чемпионата Великобритании по турингу (BTCC) (1983, 1994)
- 5 Чемпионатов Испании по турингу (1988, 1991, 1994, 1995, 1997)
- 2 Чемпионата Франции по турингу (1983, 1984)
- 6 Итальянских чемпионатов по супертуризму (1988, 1992, 1998, 1999, 2003, 2004)
- 7 Европейских исторических чемпионатов в классе «Gran Turismo»
- 4 Европейских классических турниров по турингу
- 3 Уникальных топливных чемпионатов Bathurst